# Musée archéologique de Varna
Le musée archéologique de Varna (en bulgare, Варненски археологически музей, translittération scientifique internationale Varnenski arheologicheski muzey) est situé à Varna, dans l'est de la Bulgarie et au bord de la mer Noire.

## Collections
- Or de Varna : des bijoux issus d'une nécropole datant de 4600 av. J.-C., qui sont les plus anciens connus à ce jour en or travaillé.

Le musée présente des œuvres datant de l'époque où la ville s'appelait Odyssos.
- Bijoux byzantins provenant du trésor de Véliqui Preslav.
- Icônes.

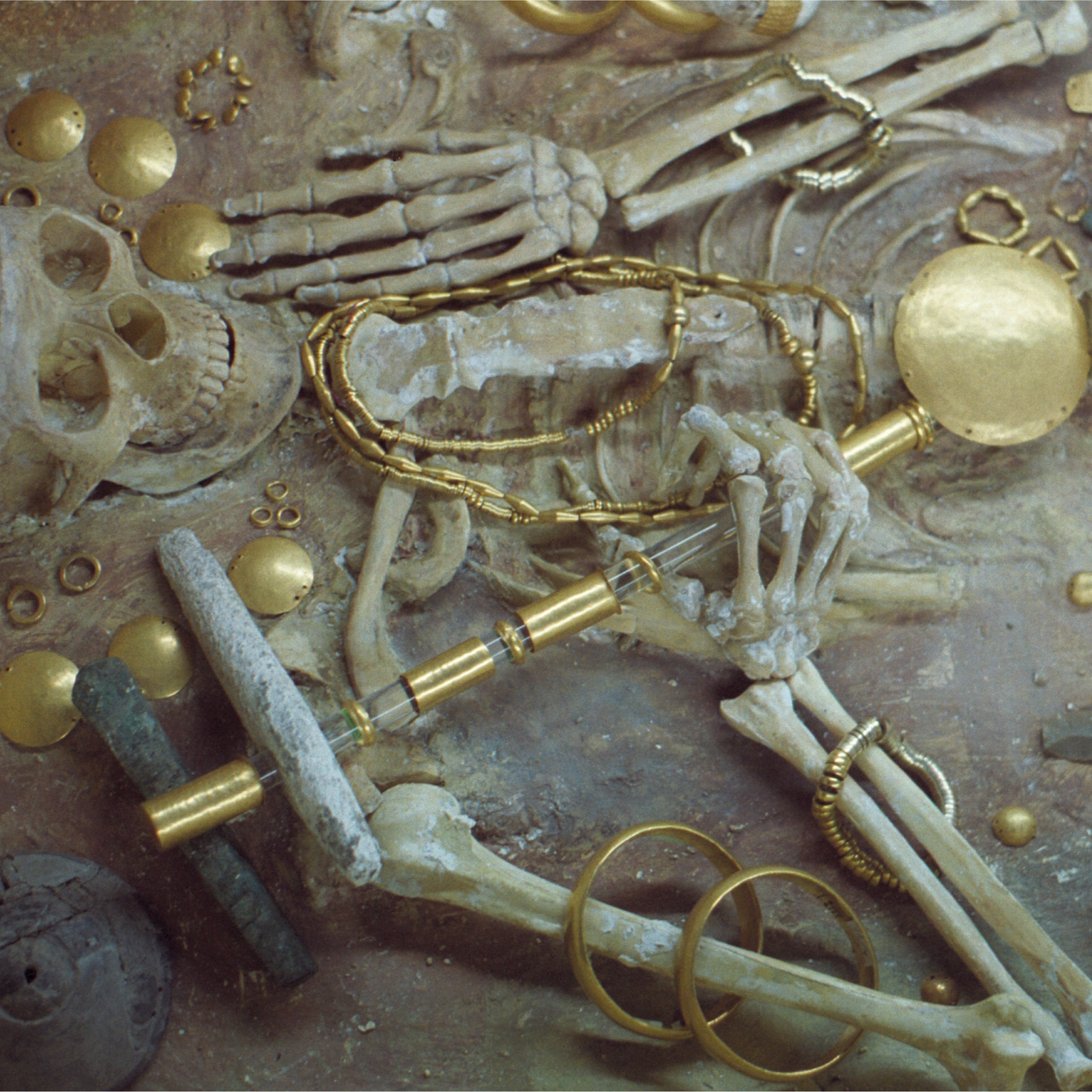
Tombe avec or de Varna
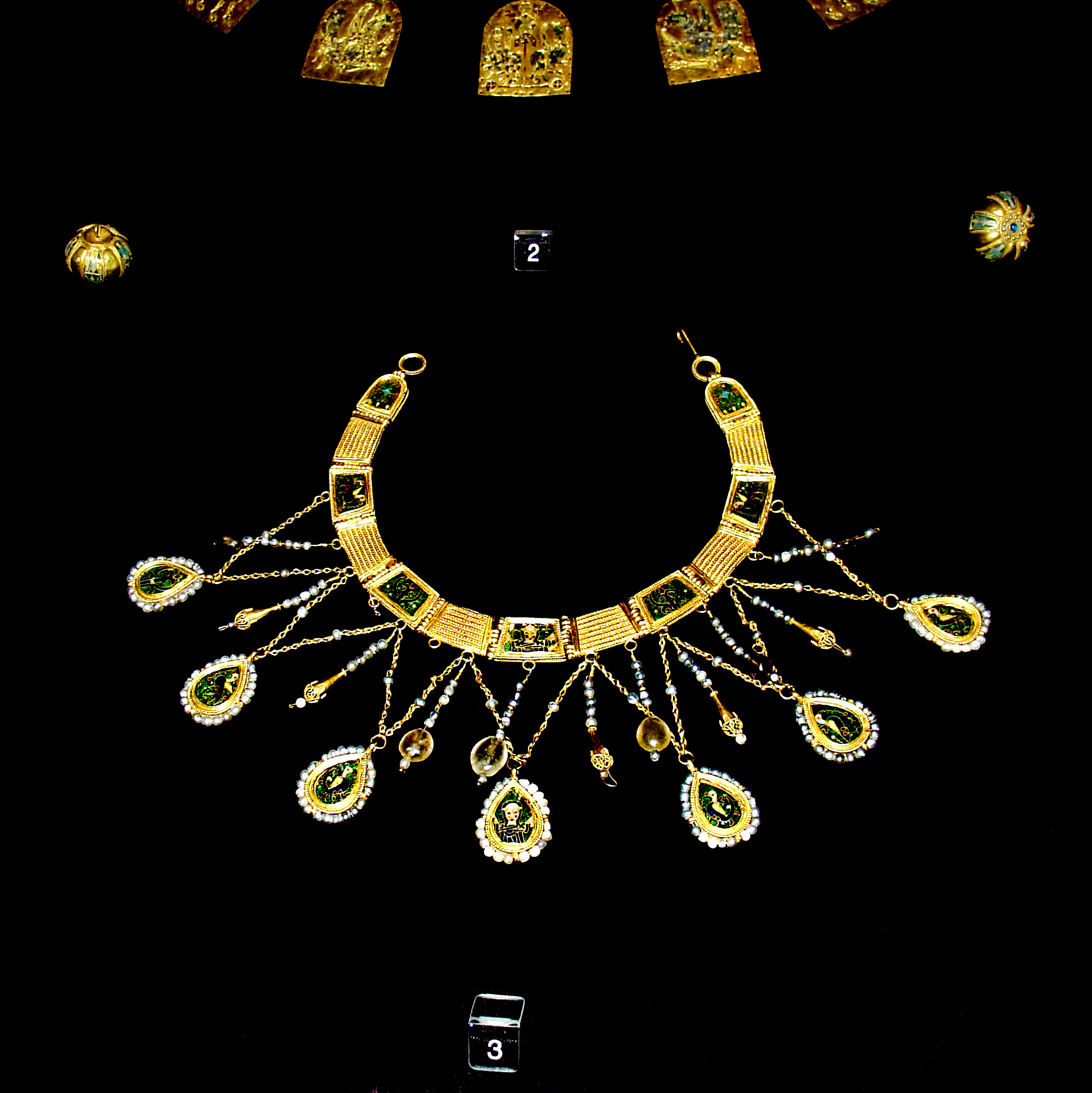
Collier byzantin
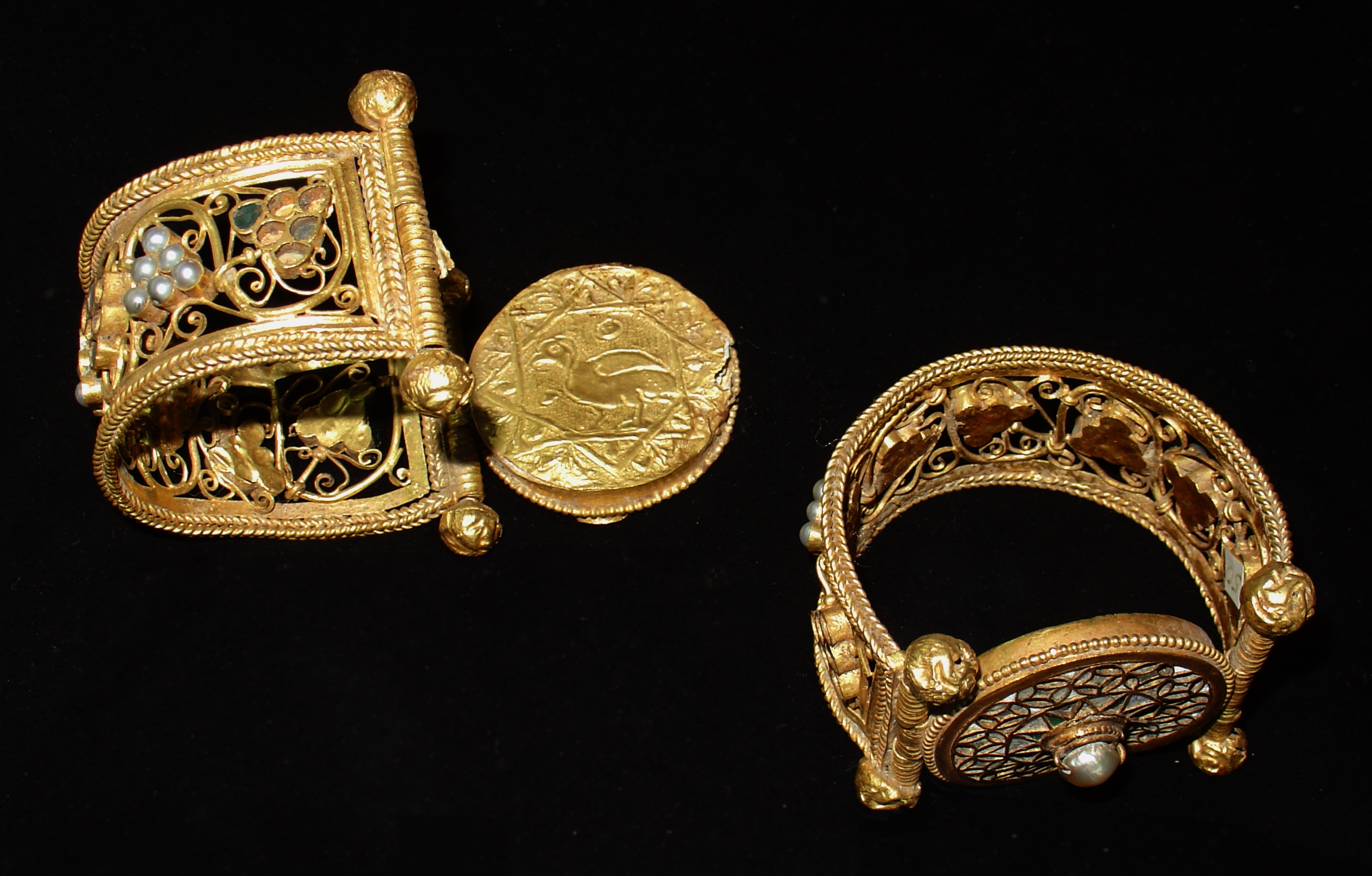
Bijoux byzantins
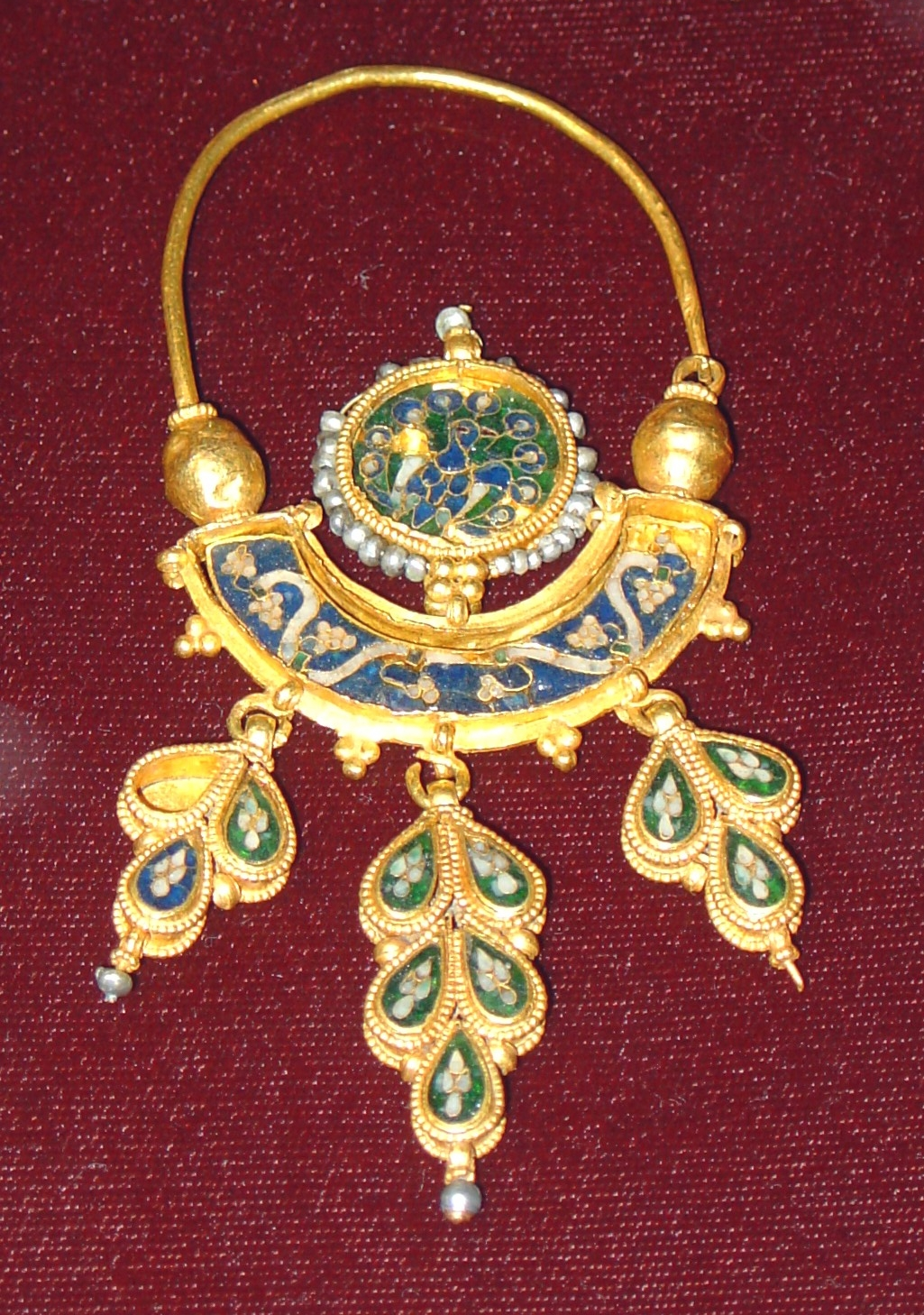
Bijou byzantin
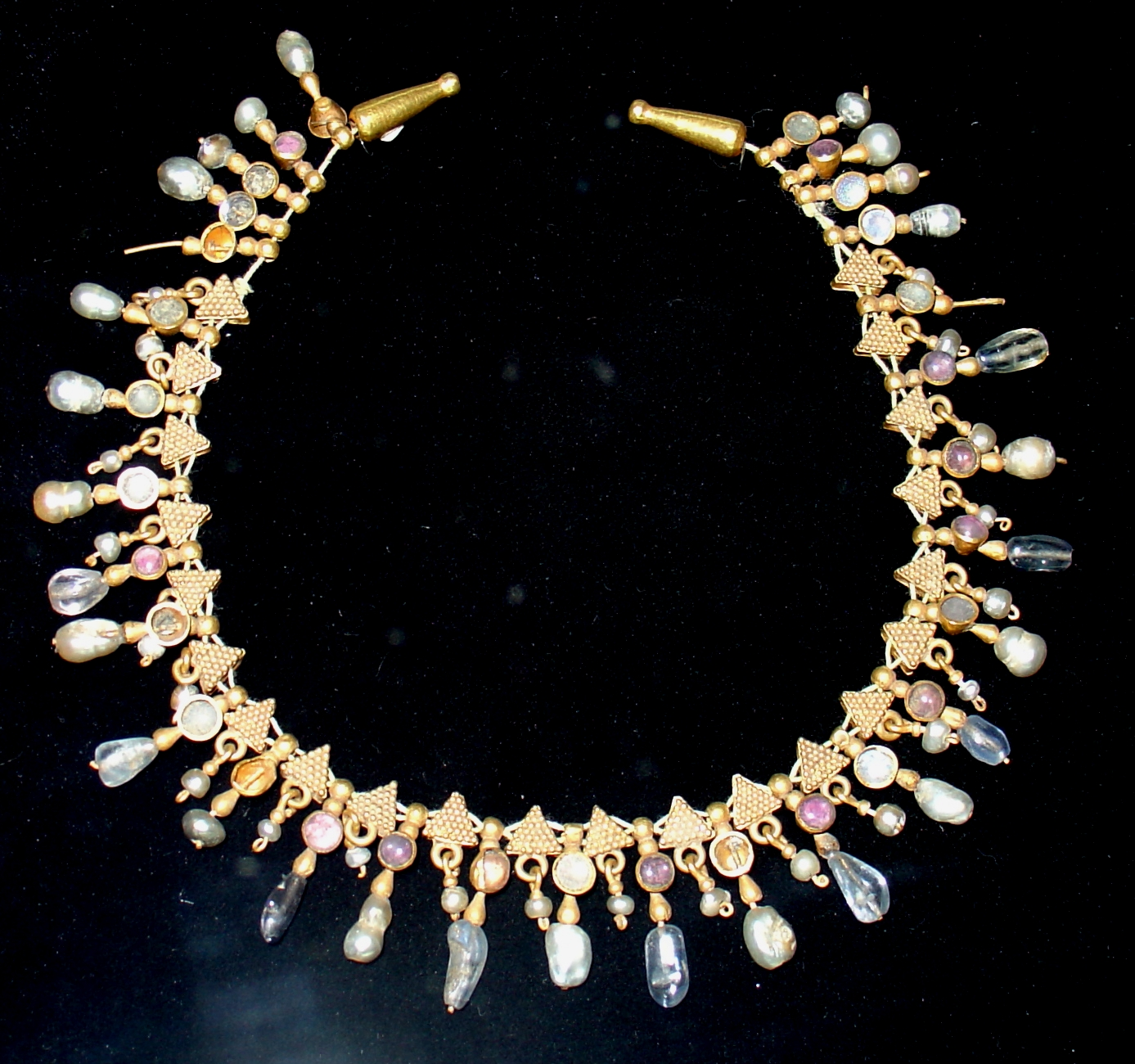
Collier de pierres
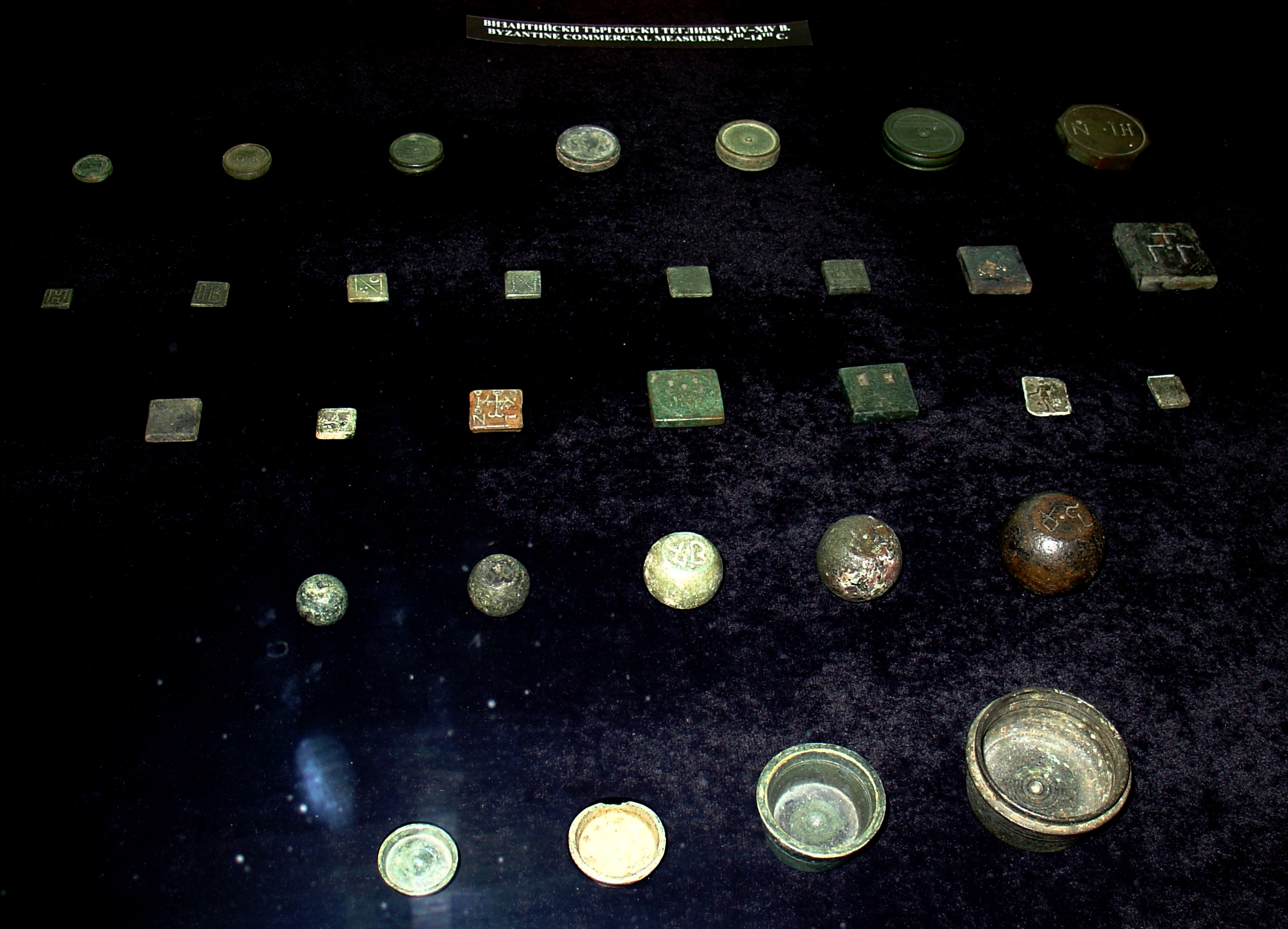
Mesures commerciales byzantines
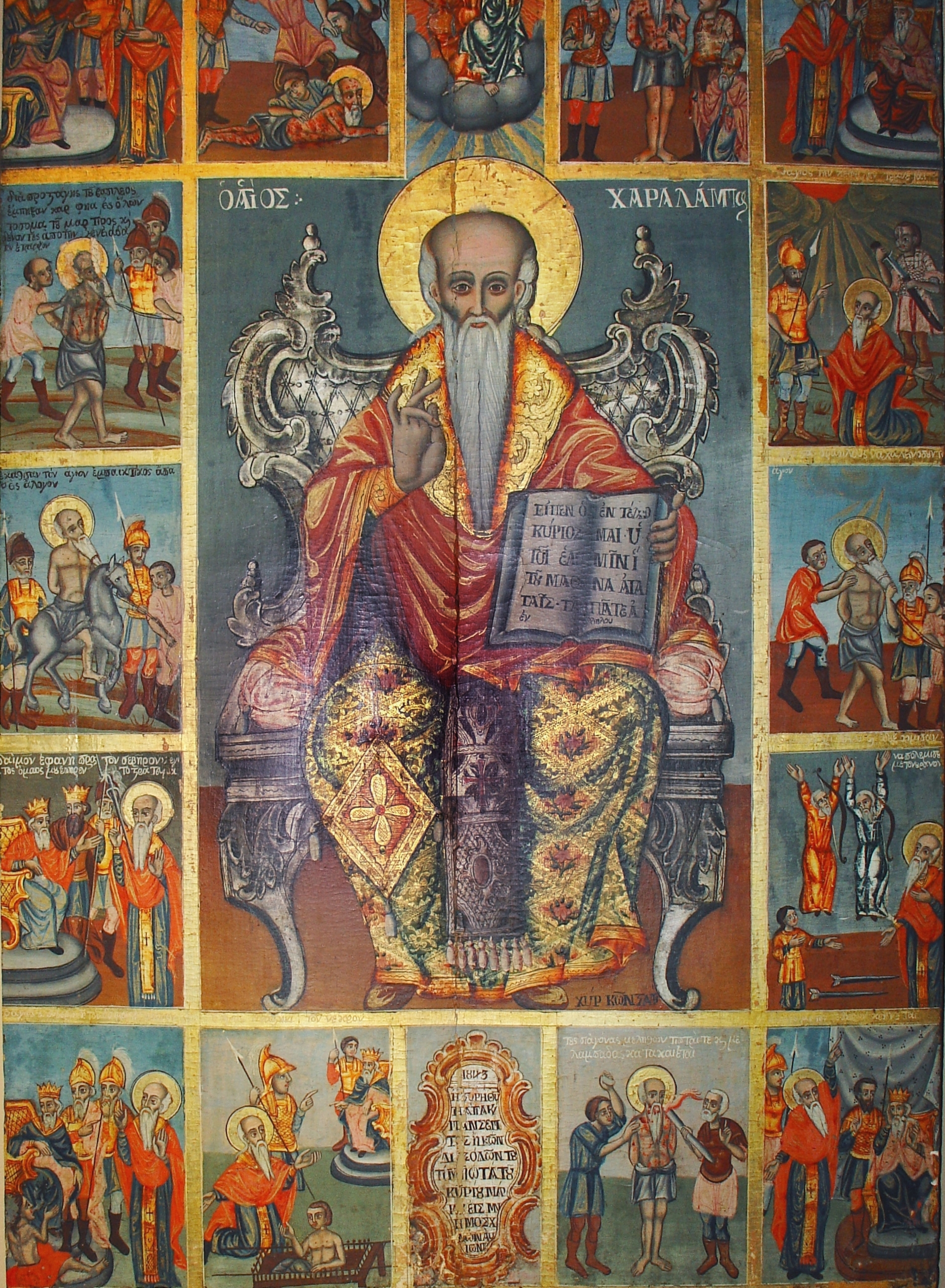
Icône
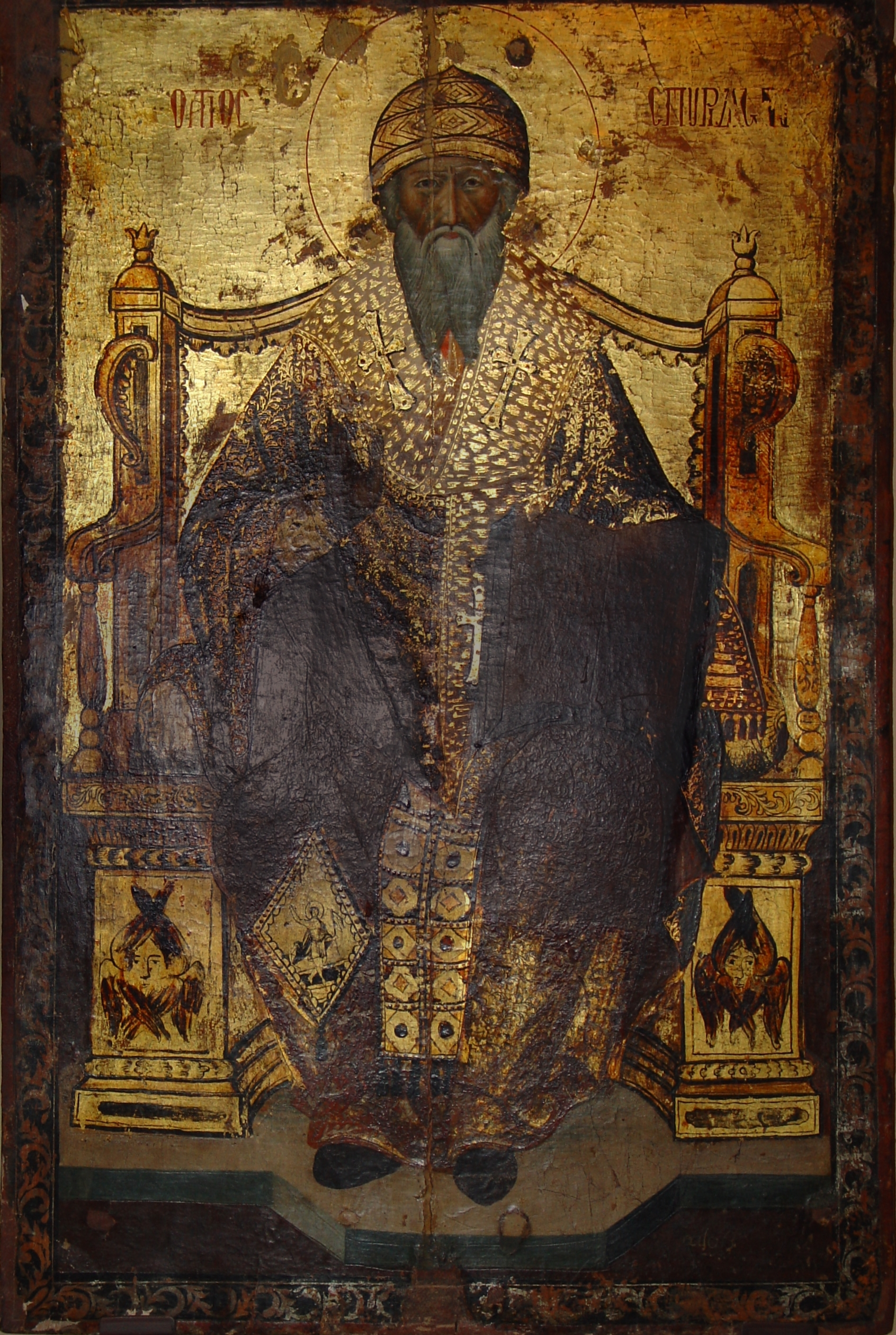
Icône de Saint Spyridon